# Beija-flor-de-garganta-esmeralda
O beija-flor-de-garganta-esmeralda ou colibri-de-garganta-esmeralda  (Abeillia abeillei) é uma espécie de ave da família Trochilidae (beija-flores).
Pode ser encontrada nos seguintes países: Belize, El Salvador, Guatemala, Honduras, México e Nicarágua.
Os seus habitats naturais são: regiões subtropicais ou tropicais húmidas de alta altitude e florestas secundárias altamente degradadas.